# Pterorhinus albogularis
Pterorhinus albogularis é uma espécie de ave da família Leiothrichidae.
Pode ser encontrada nos seguintes países: Afeganistão, Butão, China, Índia, Myanmar, Nepal, Paquistão, Taiwan e Vietname.
Os seus habitats naturais são: regiões subtropicais ou tropicais húmidas de alta altitude.